# Starata
Die Starata, französ. Seterée, war ein französisches Flächen- und Feldmaß und galt in Südfrankreich. Besonders in Nizza rechnete man bis etwa 1850 mit diesem Maß.
- 1 Starata/Seterée = 16 Motureaux/Moturali ẚ 8 Ottave (Achtel) = 1 544,49 Quadratmeter (rund 15,5 Ar[1])

Bemerkung: Motureau hatte eine zweite Bedeutung als französisches Volumenmaß in Nizza